# (524) Fidelio
(524) Fidelio est un astéroïde de la ceinture principale.

## Description
(524) Fidelio est un astéroïde de la ceinture principale découvert par Max Wolf le 14 mars 1904. Il a été ainsi baptisé en hommage à l'opéra Fidelio, composé par Ludwig van Beethoven (1770-1827) : Fidelio est le nom adopté par l'héroïne Leonora lorsqu'elle se déguise en homme.

## Compléments